# Franz Pahl

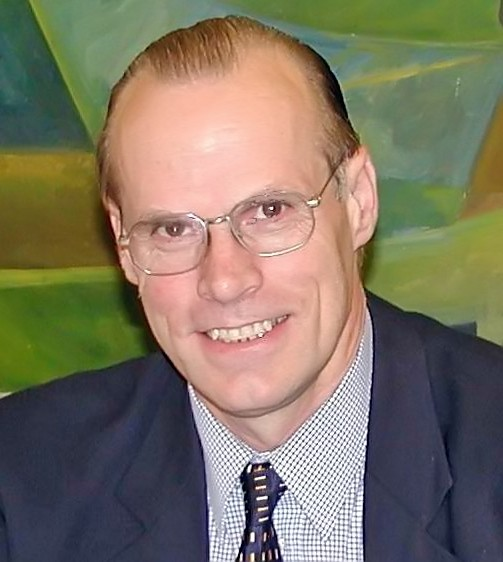
Franz Arthur Pahl

Franz Arthur Pahl (* 15. November 1949 in Taisten) ist ein ehemaliger Abgeordneter im Südtiroler Landtag und Mitglied der Südtiroler Volkspartei.

## Leben

### Ausbildung und Beruf
Nach dem Besuch des Humanistischen Gymnasiums altsprachlicher Fachrichtung (Griechisch und Latein) studierte Pahl an den Universitäten Venedig, Verona und Padua Sprachen (er beherrscht neben seiner Muttersprache Deutsch noch Italienisch, Englisch, Französisch, Spanisch und Portugiesisch) und Geschichte. Seine Abschlussarbeit behandelte das Thema Die Geschichte der Südtiroler Volkspartei. Beruflich war er als Lehrer tätig.

### Politik
Sein erstes politisches Amt hatte Pahl von 1976 bis 1979 als Landesjugendsekretär der Südtiroler Volkspartei inne. Von 1983 bis 2008 war er Abgeordneter im Südtiroler Landtag und damit gleichzeitig im Regionalrat Trentino-Südtirol. In diesen Jahren fungierte er von 1994 bis 1999 als Vizepräsident und Assessor in der Regionalregierung sowie von 2001 bis 2003 und von 2006 bis 2008 als Präsident des Regionalrats.
Im Sommer 2008 protestierte Pahl mit einem neuntägigen Hungerstreik erfolglos gegen die Ausstellung des Werkes Zuerst die Füße von Martin Kippenberger im Bozner Museion. Anschließend zog er seine Kandidatur bei den Landtagswahlen 2008 zurück und beendete seine politische Karriere.

### Journalismus
Pahl hatte im Laufe seines Lebens diverse journalistische Funktionen inne. So war er von 1979 bis 1982 Herausgeber der Wochenzeitung Der Tiroler und von 1984 bis 1986 Herausgeber des Südtiroljournals. Auch war er von 1980 bis 1983 redaktionell bei Radio Südtirol tätig und verfasste in den Jahren 1997 und 1998 eine Reihe von politischen Beiträgen in der Tageszeitung Dolomiten.

### Humanitäres Engagement
1991 begann Pahl mit humanitärer Hilfeleistung für Flüchtlinge des Kroatien- und des kurze Zeit später ausbrechenden Bosnienkriegs, die er nach 1994 in seiner institutionellen Rolle als Vizepräsident der Regionalregierung ausbaute. Für sein Engagement erhielt er mehrere Anerkennungen:
- 1996: Verleihung des Red Kneža Branimira s Orglicom („Orden des Fürsten Branimir mit Kette“) durch den kroatischen Präsidenten Franjo Tuđman am 28. Mai 1996 für humanitäre Verdienste für die Flüchtlinge im Kroatienkrieg (1991–1995)
- 1997: Ernennung zum Ehrensenator der Universität Osijek (Kroatien) am 28. Juni 1997
- 1998: Verleihung des Ehrendoktorats der Universität Mostar (Bosnien-Herzegowina) mit der Begründung pro contributo realisandi hominis iuram democratiam, poulorum aequitatem atque pro conservatione nationalis culturalisque populorum identitati („Für das Bemühen um die Festigung der Demokratie, des Rechtsstaates, die Gleichberechtigung der Völker und die Bewahrung der kulturellen Identität“)
- 2003: Verleihung der Ehrenbürgerschaft der Gemeinden Mostar-Süd und Mostar-West im Juni 2003

## Publikationen
- Schicksal Südtirol, Bozen, 1979
- Umfrage über die politische Einstellung der Südtiroler, 1983
- Michael Gaismair und seine Zeit, 1984
- Jakob Huter – Wiedertäufer in Tirol, 1990; zum gleichen Thema auch ein Theaterstück für die Freilichtspiele "Theater in der Sandgrube", 1990
- Tiroler Einheit jetzt, 1991
- Das Südtiroler Autonomiestatut, 1980
- Europaregion Trentino-Südtirol, 1993
- Die islamische Überrumpelung, 2008